# کوزاوکا
کوزاوکا (به لهستانی:  Kuzawka) یک روستا در لهستان است که در گمینا خاننا واقع شده‌است. کوزاوکا  ۳۸۰ نفر جمعیت دارد.